# ガブリエル・ソリス
ガブリエル・ソリス(Gabrielle Solis)は、アメリカ合衆国のABC『デスパレートな妻たち』に登場する架空の人物。このドラマの主人公の1人である。演じるのはエヴァ・ロンゴリア。日本語版吹替えは日野由利加。

## 人物・経歴

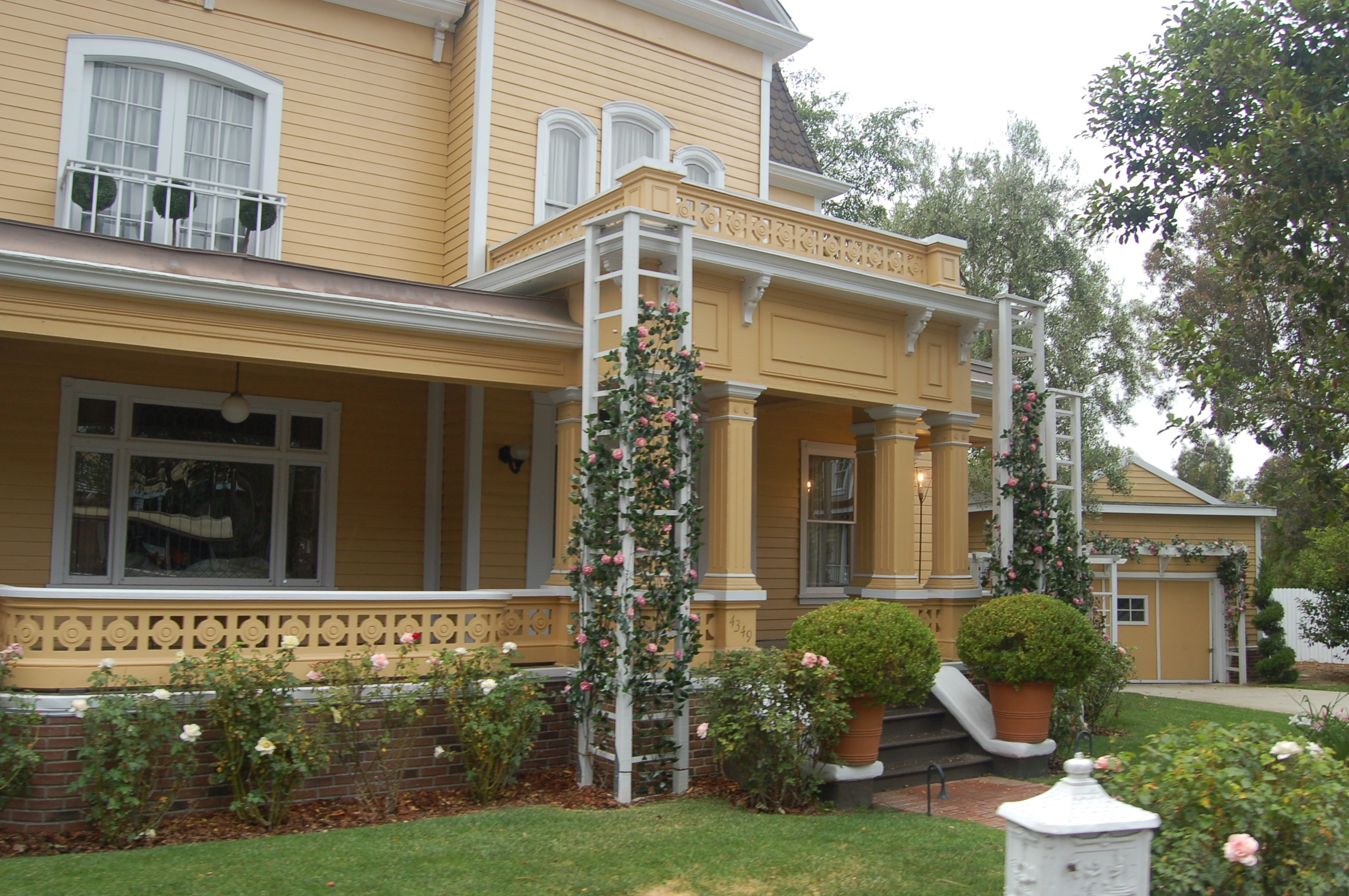
自宅

旧姓はマルケス（Gabrielle Marquez）。カトリック教徒で意外にも信心深い。我儘でかなり自己中心的な性格で、モデルだったせいか性的にあけすけでかなり奔放。物質主義者で贅沢な生活を好み、高級ブランドのドレスやジュエリーに身をつつんでいる。子供を持つことを嫌い、カルロスとは子供を求めないことを条件に結婚し、避妊ピルを服用している（シーズン1）。いずれも40代前半の友人達とは、一回り年が離れている。
ヒスパニック系の貧しい家庭に生まれた。幼いころの貧しさが、経済的な豊かさを求める現在の性格を形成した。15歳のとき継父に性的虐待を受け家出、ニューヨークに出てくる。20歳頃にはトップモデルとしてパリやミラノで活躍していたが、メキシコ生まれの実業家カルロスと出会い、彼と結婚して4か月後にウィステリア通りへ引っ越してくる。彼女の金銭欲を満たすために忙しく働く夫が不在がちになると、欲求不満から庭師のバイトをしている高校生ジョンを誘惑し、不倫関係に陥る。
第2シーズンでは高校は卒業した設定になっていたが、最終シーズンでは中退した事へと変更になった。

## シーズン1
夫に隠れて不倫を続けるが、ジョンと自分との関係が徐々に単なる火遊び以上のものになってきたことに気付く。やがて妻の不倫を疑うカルロスが母ホアニータを呼び寄せて監視を頼んだため、密会は上手くいかなくなる。遂に不倫は姑に気付かれてしまうが、直後にホアニータがひき逃げに遭って昏睡状態に陥り、秘密は誰にもに知られずに済む。ところがその直後に偶然スーザンに知られ、ジョンの両親にも明るみに出てしまい、ジョンとは別れる決意をする。
カルロスが強制労働容疑で逮捕・収監され、財産の差し押さえや口座凍結処分を受けたために生活が立ち行かなくなる。しばらくして家に戻ってきたカルロスも自宅軟禁状態にあるため、ガブリエルは収入のためにモデルの仕事を探し始める。しかし過去の経歴に対するプライドと、郊外という条件の悪さも相まって、仕事は全く上手くいかない。家計が一気に苦しくなり、家の排水管修理の代金にも事欠く有様で、家を売ることまで考えざるを得なくなる。やがて病院のミスで昏睡していた姑ホアニータが亡くなると、病院側から160万ドルの和解金を渡されて当面の生活資金を得るが、カルロスの裁判費用に費やされることを恐れて夫には秘密にする。ところが夫の知るところとなり、妻への不信感を募らせるカルロスに無理やり婚姻後契約を結ばされ、傷ついたガブリエルは復讐心から再びジョンと関係を持ち始める。
カルロスは子供を望み出すが、妻が一向に応じないため避妊ピルの中身をすり替えてしまう。ジョンとも関係を続けるガブリエルは、ある日自分が妊娠していることに気付き、愕然とする。ジョンの子かも知れないと思いつつ、ジョンにはお腹の子の父親を名乗らせる気はない、と宣言してジョンの恨みを買う。ところがピルの細工をしたのがカルロスだと知ると、カルロスが刑務所に収監される前日に、子供はカルロスの子ではないと挑発して家を出ていく。怒ったカルロスは彼女を追い、ジョンのゲイの友人ジャスティンを浮気相手だと勘違いして彼に暴行を加えて、憎悪犯罪容疑で逮捕される。ガブリエルは夫とやり直すため、考えを改めて夫の裁判で証言することになる。しかし証言の最中、ジョンが傍聴席に現れてカルロスに不倫を告白して挑発。怒り狂ったカルロスは法廷で暴れ出し、ガブリエルは家庭崩壊の危機に陥る。

## シーズン2
カルロスに不倫を謝罪するが、罰としてお腹の子のDNA鑑定を要求されたり、金銭管理の権限まで奪われかける。ジョンへの未練を捨てられなかったが、別れた直後のジョンが平然と他の女性と寝ているのを知り幻滅する。カルロスに改めて謝罪し、夫婦でやり直すことを誓い合う。カルロスの差別犯罪の疑いを晴らすべく、ハンサムな弁護士デヴィッドを雇ったところ、カルロスの嫉妬を招く。さらにデヴィッドが自分に恋してカルロスの弁護を放棄、セクハラの証拠を捏造した上で彼を脅し、なんとか弁護に復帰させる。妊娠3か月に入り、子供嫌いなガブリエルにも徐々に母性が芽生え始める。しかしソリス邸に侵入して来たベティの息子ケイレブを強盗と思い、逃げようとして階段から転落、流産してしまう。表向きは平静を装っていたため、カルロスや友人達から非難の目を向けられるが、実際は深く傷ついていた。
出獄したカルロスが以前に比べ信心深くなっているのを不審に感じたガブリエルは、カルロスと親しい修道女メアリーを疑う。ガブリエルは夫婦の関係修復のためカルロスに近づかないよう頼むが、シスター･メアリーはカルロスの罪の原因は全てガブリエルのせいだと言い放ち、別れさせるつもりだと宣言する。カルロスはシスター･メアリーと共にボツワナに慈善活動に行くと言い出すが、ガブリエルは予防注射でアレルギー反応が出るよう仕向け、カルロスを寝込ませて阻む。帰国後もシスター･メアリーはカルロスに入れ知恵を働いたため、ガブリエルはカルロスとシスター･メアリーの肉体関係をでっち上げてクローリー神父に讒言し、シスター･メアリーは極北アラスカのフェアバンクス教区に配属される。ガブリエルはこの転属に自分が関わっていると示唆してシスター･メアリーを挑発、二人は教会内で大喧嘩を繰り広げる。
ソリス夫妻は子供を再び儲けることを考えるが、流産の時の傷がのこるガブリエルの体では、子供を産むのが難しいと医師に告げられる。ソリス家を訪れたガブリエルの母ルシアは、自分が代理母になると提案するが、母との確執を水に流せないガブリエルは拒絶。さらに養子を迎える方向を模索するが、ジョンの母ヘレンの根回しで、養子斡旋所での縁組は望みを断たれたため、弁護士を通じた個人的な形での養子縁組を選択する。リビーという女性の産んだ女児を引き取り、リリーと名付けるが、実母の意向で結局は返さざるを得なくなる。子供をあきらめられないガブリエルは、メイドのシャオ･メイが不法入国者として国外退去処分になるのを防ぐという名目で、彼女に夫婦の子の代理母を務めさせることに決める。一か月後、シャオ･メイの妊娠が判明するが、これと同時にガブリエルは、カルロスの関心がシャオ･メイに移っているのではと疑い始める。不安は的中し、ガブリエルはカルロスとシャオ･メイの浮気を目撃。ガブリエルは憤激のあまりカルロスを追い出し、シャオ･メイには自分の子を産むまでは家から出さないと宣告する。

## シーズン3
半年後、ガブリエルは別居したカルロスとの離婚協議を始め、生意気な妊婦シャオ・メイの世話を続ける。ブリーの結婚披露宴会場に自宅を提供するが、披露宴に招待されたカルロスと喧嘩になる。その最中にシャオ・メイが破水、夫婦は病院の分娩室で感激のあまりやり直すと誓い合うが、誕生したのは、メキシコ系のソリス夫妻の遺伝子では生まれないアフリカ系の新生児だった。病院側の受精卵の取り違えミスが原因で、待望の子供がぬか喜びだったと幻滅した夫妻は離婚協議を本格化させる。カルロスが経済的困窮を理由に家に戻ると、財産の奪い合いに憎しみも加わって夫妻の争いは泥沼化し、二人は互いに裏切りあい騙しあう。結局離婚の調停ではカルロスが優位となり、ガブリエルへの取り分は自宅のみで慰謝料は貰えなくなる。この決定に激怒したガブリエルはカルロスの財産である家の物品を壊しまくり、これに対抗してカルロスもソリス邸を破壊する。立てこもり事件の報道を見て、今の自分の姿と犯人を重ねたガブリエルは自己嫌悪に陥り、互いを憎むのをやめようとカルロスと誓い合う。
離婚後モデルへの復帰に失敗したガブリエルは、友人の始めたミスコン出場者のコンサルタント事業を、ビジネス・パートナーとして手伝い始める。しかしカルロスを忘れられず、次の恋になかなか進めない。そのうち謎のファンから高価なプレゼントが贈られだすが、そのファンとは富豪になったザックだった。ガブリエルはザックの求愛を拒むが、孤独を共有する彼に共感し友達になる。ガブリエルへの気持ちを抑えられないザックは、彼女の新しい出会いを裏で糸を引いてぶち壊し、傷ついて眠ったガブリエルと一夜を過ごしたよう装う。身に覚えのないガブリエルは混乱するが、ザックの嘘はカルロスに見抜かれ、喧嘩別れによってガブリエルとザックとの友情は終わりを告げる。
ある日ガブリエルは市長候補のビクターと出会い、最初はその傲慢さに辟易して交際を断るが、やがて付き合い始める。求婚されたガブリエルは拒否するが、その直後にガブリエルとビクターの裸で抱き合う写真が新聞に掲載され、スキャンダルに発展。窮地に立たされたビクターを助けようと、ガブリエルは自らマスコミの前に現れ、ビクターと婚約中であると宣言し、ビクターの支持率回復に寄与する。婚約直後、カルロスがイーディと交際していると知り激怒するが、カルロスがまだ自分を愛していると知り安堵する。一方ビクターに対する不信感は募るようになり、ついに結婚披露宴の最中、ビクターがラテン系の票獲得という政治目的のために自分と結婚したと知って衝撃を受ける。控室に戻ったガブリエルは、カルロスの姿を見つけ、思わず抱きついてしまう。

## シーズン４
ビクターと結婚はしたが、カルロスのことが忘れられず不倫関係となる。しかし、二人目の夫のビクターに感づかれてしまいある日クルーザー上でビクターを殴打してビクターは行方不明になってしまう。発見されたビクターは記憶を失っていたが、それはガブリエルとカルロスに復讐するための芝居だった。しかし、ハリケーンが来た時にビクターとカルロスがもみ合っている時に巻き添えになってしまい、ビクターは亡くなりカルロスは失明してしまう。さらに、カルロスは裏金を持っていたのだが、そのための重要書類がイーディーとガブリエルがもみ合っていた時にハリケーンで紛失してしまい、ビクターの遺産もカルロスとの浮気がビクターの父親にばれて一ドルも貰えず二人とも貧乏生活へと転落してしまう。それでも自分にとって一番重要なのはカルロスであると気づき、二度目の結婚をすることを決意する。それからしばらくして、二人は金に困ったため自宅の部屋の一部を他人に貸すこととなるが、その女性エリーは麻薬の売人だった。だが、エリーは警察から逃げている時にキャサリンの最初の夫ウェインに撃たれてなくなってしまったため、麻薬の売買で使うはずだった金を自分達のものにすることで金銭危機を乗り切る。

## シーズン５
カルロスとの間に二人の娘が生まれたが、車を売るほど苦しくなり、麻薬の売買で得た金は底を付き、ガブリエル自身も太ってすっかり所帯じみてしまった。そんなある日、カルロスの目が手術をすれば治ると医師から知らされ手術することでカルロスの目が見えるようになる。カルロスは昔の知り合いと偶然知り合い、実績を買われて採用されることとなりその知り合いがしばらくしてなくなったことで重役に出世してまた裕福な暮らしに戻ることに成功する。太った体型も軍隊式の厳しいエクササイズのによって何とか元に戻る。シーズン終盤に、カルロスの親戚の高校生アナを引き取ることとなる。

## シーズン6
引き取ったアナに振り回されることとなるが、アナは引っ越してきたダニー・ウォーレンと接近していた。ウォーレン一家に不穏なものを感じたガブリエルとカルロスは、アナがモデル志望ということもあって昔の知り合いに頼んでニューヨークに送る。一方、夫のカルロスがリネットと揉め事を起こし、リネットが訴えようとしたためリネットを解雇してしまう。そのため、ガブリエルとリネットも対立することになってしまう。それからしばらくしてセスナ事故により二人目の娘が事故に巻き込まれそうになったが、リネットが助けたためリネットとの中も修復しリネットの解雇も取り下げとなる。それからしばらくして、ウォーレン一家が危機に陥っていることを知り、ニックを病院から逃がす。

## シーズン7
長女のホアニータは、実は病院の取り違えで他人の子供だったことが発覚しショックを受ける。実の子供グレースとその一家に会いに行くが、その一家は実は不法に密入国した移民であり、そのことがばれてガブリエルたちの前から去ってしまう。せめて手紙を書こうとガブリエルは考えたが、その手紙をある日ホアニータに見られてしまい、ホアニータに実の子ではないと知られてしまう。しかし、ポールが起こした暴動によってホアニータは巻き込まれるが、ガブリエルが助けたことによって再度親子として暮らしていく。一方、カルロスの母親は10年以上前にブリーの息子のアンドリューによってひき逃げにあったが、そのことがふとしたことからガブリエルに知られてしまい、ついにカルロスにも知られてしまう。そのことを知ったカルロスは大激怒しブリー一家とは絶縁するようにガブリエルに言い、夫婦間がギクシャクする。それからしばらくして、ガブリエルの養父がやってくるが、ガブリエルを脅したためカルロスが鈍器で殴り倒してしまう。しかし、打ち所が悪かったため死んでおり、迷った挙句、その場にいたスーザン、リネット、ブリーと共謀して死体を山中に埋めることとする。

## シーズン8
養父の遺体を山中に埋め何とかその場をしのいだが、いつ警察にばれるかと気が気ではない。さらに、スーザンが描いた絵によって警察からも疑われることとなる。一方、カルロスは悪人とはいえ人を殺したことに罪の意識を感じ、アルコール依存症に陥り仕事も休むほどになってしまい、そのため厚生施設に入ることとなる。
最終回では、ウィステリア通りを去り、カルロスと二人でネット販売をして成功していることが描かれた。